# Trevor Tordjman
Trevor Tordjman (Kitchener, Ontario; 22 de noviembre de 1995) es un actor, bailarín cantante, músico, coreógrafo y director canadiense.

## Biografía
Tordjman nació en Kitchener, Ontario, Canadá el 22 de noviembre de 1995, y tiene tres hermanos, Justine, Nathan y Steven. Empezó a bailar a los cuatro años en el estudio de su madre Joanne, Confidance. Trevor ha aprendido todos los estilos de danza, pero prefiere el hip-hop y el breakdance. Trevor apareció en el video musical de Victoria Duffield para la canción "Fever".
También ha fundado una convención de baile y un taller llamado Raw Motion Dance.
En 2013, apareció en la serie The Next Step como James, un bailarín del estudio "The Next Step" en el que juega el papel de un chico despreocupado que va por la vida riéndose, pero que a la vez es uno de los mejores bailarines. En 2015, aparece en la película Full Out, interpretando a Nate.
De 2015 a 2016, coprotagonizó el spin-off de "The Next Step" llamado "Lost And Found Music Studios", interpretando al mismo personaje de la serie original. En 2018, actuó en la película de televisión de Disney Channel Z-O-M-B-I-E-S como Bucky. También actúa en la secuela de la película, Zombies 2 como cast principal. Desde 2015 mantiene una relación con la bailarina Jordan Clark.

## Filmografía

### Televisión
| Año           | Título                     | Personaje      | Cadena         | Notas                                                                              |
| ------------- | -------------------------- | -------------- | -------------- | ---------------------------------------------------------------------------------- |
| 2013–2015     | The Next Step              | James          | Family Channel | Personaje principal (temporada 1-4), invitado (temporada 5,7,8 y 10; 126 episodios |
| 2015          | Full Out                   | Nate           | Netflix        | Personaje principal                                                                |
| 2015–2017     | Lost & Found Music Studios | James          | Family Channel | Personaje secundario                                                               |
| 2018          | Zombies                    | Bucky Buchanan | Disney Channel | Personaje principal                                                                |
| 2020          | Zombies 2                  | Bucky Buchanan | Disney Channel | Personaje secundario                                                               |
| 2021–presente | Bunk'd: Learning the Ropes | Parker Preston | Disney Channel | Personaje principal (temporada 5–presente)                                         |
| 2022          | Zombies 3                  | Bucky Buchanan | Disney+        |                                                                                    |

## Premios y nominaciones
| Año  | Premio              | Nominado                                          | Categoría                                   | Resultado | Ref.  |
| ---- | ------------------- | ------------------------------------------------- | ------------------------------------------- | --------- | ----- |
| 2025 | Kids' Choice Awards | Él mismo por su papel de Parker Preston en Bunk'd | Estrella masculina de televisión para niños | Nominado  | [ 1 ] |